# 鳳凰湖村
鳳凰湖村，位於香港打鼓嶺，與週田村為鄰。村民以易、楊、吳三氏為主。易氏祖籍山西，清中葉南遷至元朗大棠白沙村，其後於嘉慶年間遇上荒年，部份族人遷至鳳凰湖村。而楊氏及吳氏則分別在清道光年間及同治年間遷入。